# Президентские выборы в Северной Македонии (2024)
Президентские выборы в Северной Македонии прошли 24 апреля и 8 мая 2024 года. Это голосование стало седьмыми президентскими выборами в истории независимой республики с 1991 года. На предыдущих выборах в 2019 году победил социал-демократ Стево Пендаровски, который выдвинул свою кандидатуру на второй срок.

## Избирательная система
Президент Северной Македонии избирается всенародным голосованием на пятилетний срок. Один человек может занимать пост президента не больше двух сроков. Для победы в первом туре кандидат должен заручиться поддержкой не менее половины от всех зарегистрированных избирателей. В противном случае через две недели после первого тура проводится второй тур между двумя кандидатами, набравшими наибольшее количество голосов в первом туре. Для признания результатов второго тура действительными в нём должны принять участие как минимум 40 % зарегистрированных избирателей, иначе должны быть объявлены новые выборы.
Все граждане старше 18 лет, не лишённые избирательной правоспособности по решению суда, имеют право участвовать в голосовании. Регистрация избирателей пассивная, то есть все жители страны автоматически включаются в реестр избирателей, если они имеют действительное удостоверение личности. За составление и внесение изменений в реестр избирателей отвечает Государственная избирательная комиссия (ГИК). Все граждане имеют право осуществить проверку своих данных в реестре избирателей онлайн и потребовать внесения изменений. С 23 февраля до 14 марта 2019 года проводилась общественная проверка списков избирателей, после чего копии реестра избирателей были предоставлены для проверки всем парламентским партиям. В окончательную версию реестра избирателей на 29 марта 2019 года включены 1 808 131 человек. Государственная избирательная комиссия зарегистрировала 1781 избирателя, изъявившего желание проголосовать за рубежом в дипломатических представительствах республики. Голосование за рубежом организовано в 32 дипломатических и консульских представительствах в 24 государствах.
Кандидатами на президентских выборах могут быть граждане старше 40 лет, постоянно проживающие в Македонии не менее 10 из последних 15 лет. Кандидатов могут выдвигать не менее 30 депутатов парламента Северной Македонии или группы избирателей, насчитывающие как минимум 10 тысяч человек. Подписи избирателей в поддержку кандидата должны быть собраны в присутствии представителей ГИК в зданиях региональных офисов ГИК в течение 15 дней. Избиратель может поставить подпись в поддержку нескольких кандидатов.
Избирательная администрация разделена на три уровня: ГИК, 80 муниципальных избирательных комиссий (МИК) и 3396 участковых избирательных комиссий (УИК). ГИК состоит из семи человек, выдвинутых парламентскими партиями: четырёх, включая заместителя председателя ГИК, выдвигают правящие партии, а трёх, включая председателя, оппозиционные парламентские партии. В состав МИК входят пять членов и их заместителей, выбираемых ГИК случайным образом из числа государственных и муниципальных служащих на пятилетний период. МИК организуют выборы в соответствующих муниципалитетах, назначают и обучают членов УИК и занимаются другими техническими приготовлениями к голосованию. УИК состоят из трёх человек, выбираемых МИК случайным образом из числа государственных и гражданских служащих на четырёхлетний период, и ещё двух непостоянных членов, выдвигаемых парламентскими партиями (одного выдвигает правящая коалиция, второго оппозиция). Кандидаты могут направить своих представителей на все уровни избирательной администрации для наблюдения за её работой.

## Кандидаты
Четырнадцать потенциальных кандидатов уведомили ГИК страны о намерении собрать подписи в свою поддержку. Из них в установленный срок шестеро смогли заручиться поддержкой как минимум десяти тысяч граждан и ещё один собрал подписи не менее 30 депутатов. В итоге эти семеро были зарегистрированы. Трое кандидатов являются независимыми, однако поддержаны партиями, остальные четверо выдвинуты партиями.
| № | Кандидат                                    | Кандидат                 | Кандидат                   | Партии | Партии             | Карьера | Выдвинут   | Подписи            |
| - | ------------------------------------------- | ------------------------ | -------------------------- | ------ | ------------------ | --- | ---------- | ------------------ |
| 1 | Стево Пендаровски (62) независимый          |                          | Stevo Pendarovski          |        | СДСМ               | - Советник по национальной безопасности (2001–2004) - Председатель Государственной избирательной комиссии (2004–2005) - Советник по национальной безопасности и внешней политике (2005–2009) - Депутат Собрания Северной Македонии (2016–2019) - Президент Северной Македонии (2019–2024) | 28 февраля | 22 413 избирателей |
| 1 | Стево Пендаровски (62) независимый          | ЛДП                      | Stevo Pendarovski          |        |                    | - Советник по национальной безопасности (2001–2004) - Председатель Государственной избирательной комиссии (2004–2005) - Советник по национальной безопасности и внешней политике (2005–2009) - Депутат Собрания Северной Македонии (2016–2019) - Президент Северной Македонии (2019–2024) | 28 февраля | 22 413 избирателей |
| 1 | Стево Пендаровски (62) независимый          | ДОМ                      | Stevo Pendarovski          |        |                    | - Советник по национальной безопасности (2001–2004) - Председатель Государственной избирательной комиссии (2004–2005) - Советник по национальной безопасности и внешней политике (2005–2009) - Депутат Собрания Северной Македонии (2016–2019) - Президент Северной Македонии (2019–2024) | 28 февраля | 22 413 избирателей |
| 1 | Стево Пендаровски (62) независимый          | НСДП                     | Stevo Pendarovski          |        |                    | - Советник по национальной безопасности (2001–2004) - Председатель Государственной избирательной комиссии (2004–2005) - Советник по национальной безопасности и внешней политике (2005–2009) - Депутат Собрания Северной Македонии (2016–2019) - Президент Северной Македонии (2019–2024) | 28 февраля | 22 413 избирателей |
| 1 | Стево Пендаровски (62) независимый          | ПДТ                      | Stevo Pendarovski          |        |                    | - Советник по национальной безопасности (2001–2004) - Председатель Государственной избирательной комиссии (2004–2005) - Советник по национальной безопасности и внешней политике (2005–2009) - Депутат Собрания Северной Македонии (2016–2019) - Президент Северной Македонии (2019–2024) | 28 февраля | 22 413 избирателей |
| 1 | Стево Пендаровски (62) независимый          | ВМРО-НП                  | Stevo Pendarovski          |        |                    | - Советник по национальной безопасности (2001–2004) - Председатель Государственной избирательной комиссии (2004–2005) - Советник по национальной безопасности и внешней политике (2005–2009) - Депутат Собрания Северной Македонии (2016–2019) - Президент Северной Македонии (2019–2024) | 28 февраля | 22 413 избирателей |
| 1 | Стево Пендаровски (62) независимый          | ПОПГМ                    | Stevo Pendarovski          |        |                    | - Советник по национальной безопасности (2001–2004) - Председатель Государственной избирательной комиссии (2004–2005) - Советник по национальной безопасности и внешней политике (2005–2009) - Депутат Собрания Северной Македонии (2016–2019) - Президент Северной Македонии (2019–2024) | 28 февраля | 22 413 избирателей |
| 1 | Стево Пендаровски (62) независимый          | СРМ                      | Stevo Pendarovski          |        |                    | - Советник по национальной безопасности (2001–2004) - Председатель Государственной избирательной комиссии (2004–2005) - Советник по национальной безопасности и внешней политике (2005–2009) - Депутат Собрания Северной Македонии (2016–2019) - Президент Северной Македонии (2019–2024) | 28 февраля | 22 413 избирателей |
| 2 | Гордана Силяновска-Давкова (72) Независимая |                          | Гордана Силяновска-Давкова |        | ВМРО-ДПМНЕ         | - Член Конституционной комиссии Парламента (1990–1992) - Министр без портфеля (1992–1994) - Депутат Парламента (2020–2024) | 22 февраля | 30 депутатов       |
| 2 | Гордана Силяновска-Давкова (72) Независимая | СПМ                      | Гордана Силяновска-Давкова |        |                    | - Член Конституционной комиссии Парламента (1990–1992) - Министр без портфеля (1992–1994) - Депутат Парламента (2020–2024) | 22 февраля | 30 депутатов       |
| 3 | Стевчо Якимовски (64) ГРОМ                  |                          |                            |        | ГРОМ               | - Мэр общины Карпош (2000–2003) - Министр экономики (2004–2004) - Министр труда и социальной политики (2004–2006) - Мэр общины Карпош (2009–2017; 2021–денес) | 21 февраля | 11 292 избирателя  |
| 3 | Стевчо Якимовски (64) ГРОМ                  | Интегра                  |                            |        |                    | - Мэр общины Карпош (2000–2003) - Министр экономики (2004–2004) - Министр труда и социальной политики (2004–2006) - Мэр общины Карпош (2009–2017; 2021–денес) | 21 февраля | 11 292 избирателя  |
| 4 | Буяр Османи (45) ДСИ                        |                          | Буяр Османи                |        | ДСИ                | - Министр здравоохранения (2008–2011) - Вице-премьер по европейским делам (2017–2020) - Министр иностранных дел (2020–2024) | 22 февраля | 11 085 избирателей |
| 5 | Биляна Ванковска (65) Независимая           |                          |                            |        | Левица             | - Профессор философского факультета Университета Святых Кирилла и Мефодия | 7 февраля  | 10 568 избирателей |
| 6 | Арбен Таравари (52) Альянс за албанцев      |                          | Арбен Таравари             |        | Альянс за албанцев | - Министр здравоохранения (2017–2017) - Мэр общины Гостивар (2017—н.в.) | 15 февраля | 10 708 избирателей |
| 6 | Арбен Таравари (52) Альянс за албанцев      | Беса                     | Арбен Таравари             |        |                    | - Министр здравоохранения (2017–2017) - Мэр общины Гостивар (2017—н.в.) | 15 февраля | 10 708 избирателей |
| 6 | Арбен Таравари (52) Альянс за албанцев      | Альтернатива             | Арбен Таравари             |        |                    | - Министр здравоохранения (2017–2017) - Мэр общины Гостивар (2017—н.в.) | 15 февраля | 10 708 избирателей |
| 6 | Арбен Таравари (52) Альянс за албанцев      | Демократическое движение | Арбен Таравари             |        |                    | - Министр здравоохранения (2017–2017) - Мэр общины Гостивар (2017—н.в.) | 15 февраля | 10 708 избирателей |
| 7 | Максим Димитриевски (49) ЗНАМ               |                          | Максим Димитриевски        |        | ЗНАМ               | - Председатель совета общины Куманово (2012–2016) - Депутат Парламента (2016–2017) - Мэр общины Куманово (2017–денес) | 22 февраля | 11 605 избирателей |

## Кампания
Стево Пендаровский поддерживает пересмотр конституции, включающий признание болгарского меньшинства в Северной Македонии — условие, установленное Болгарией для вступления страны в Европейский союз. Гордана Сильяновска-Давкова призывает к переговорам с ЕС в новых рамках и к внесению таких поправок после того, как Северная Македония станет членом ЕС. Пендаровский призывает бороться с коррупцией путем борьбы с организованными преступными группировками, а Сильяновская-Давкова в своей антикоррупционной позиции сосредоточила внимание на судебной системе.
После первого тура Гордана Сильяновска-Давкова заявила, что «настал час ухода этого правительства» и охарактеризовала результаты как «новый курс». Она также призвала избирателей доказать, «что мы всегда (принадлежали) Европе». Стево Пендаровский выразил удивление и разочарование результатом, но выразил надежду на улучшение результатов во втором туре, в том числе при поддержке албанской общины.
Демократический союз за интеграцию, представляющий этнических албанцев и возглавляемый бывшим министром иностранных дел Буяром Османи, предложил поддержать во втором туре любого кандидата, который выступит за избрание президента Собранием Северной Македонии, в надежде на получение этой должности в будущем этническим албанцем. Однако и Пендаровский, и Сильяновска-Давкова отклонили это предложение, заявив, что выбор президента путем прямого голосования является демократичным.
1-й тур
| Источник         | Дата             | Кол-во опршенных |               |                |                |        |              |           |           |     |     |     |
| Источник         | Дата             | Кол-во опршенных | Пендаровски   | Силяновская    | Арбен Таравари | Османи | Димитриевски | Ванковска | Якимовски |     |     |     |
| ---------------- | ---------------- | ---------------- | ------------- | -------------- | -------------- | ------ | ------------ | --------- | --------- | --- | --- | --- |
| Источник         | Дата             | Кол-во опршенных | Итоги выборов | 24 апреля 2024 | 905 937        | 20,5   | 41,2         | 9,5       | 13,7      | 9,5 | 4,7 | 0,9 |
| Источник         | Дата             | Кол-во опршенных | IPIS          | Апрель 2024    | 1200           | 23,8   | 39,0         | 10,7      | 11,5      | 7,7 | 5,5 | 1,6 |
| CRPC             | 8—13 апреля 2024 | 1210             | 28,8          | 35,0           | 13,6           | 11,5   | 4,6          | 4,5       | 2,1       |     |     |     |
| МКД.мк           | 15—24 марта 2024 | 1200             | 19,8          | 36,5           | 10,5           | 14,3   | 12,1         | 4,9       | 1,5       |     |     |     |
| CRPC             | 4—7 марта 2024   | 1085             | 29,3          | 35,5           | 14,3           | 9,6    | 5,1          | 4,3       | 2,0       |     |     |     |
| IPIS             | 20 февраля 2024  | 1212             | 22,3          | 39,2           | 13,4           | 12,2   | 5,8          | 6,4       | –         |     |     |     |
| выборы 2019 года | выборы 2019 года | –                | 44,8          | 44,2           | 11,1           | –      | –            | –         | –         |     |     |     |

2-й тур
| Источник         | Дата             | Кол-во опрошенных |             |                  |      |      |      |
| Источник         | Дата             | Кол-во опрошенных | Пендаровски | Силяновская      |      |      |      |
| Источник         | Дата             | Кол-во опрошенных | СДСМ        | ВМРО — ДПМНЕ     |      |      |      |
| ---------------- | ---------------- | ----------------- | ----------- | ---------------- | ---- | ---- | ---- |
| Источник         | Дата             | Кол-во опрошенных | МКД.мк      | 15—24 марта 2024 | 1200 | 44,2 | 55,8 |
| выборы 2019 года | выборы 2019 года | –                 | 53,6        | 46,4             |      |      |      |

1. ↑  Poll conducted before any candidates qualified to be on the ballot
2. ↑  Объединённые результаты Альянса за албанцев и коалиции ВЛЕН
3. ↑  Другой кандидат (Блерим Река), поддержанный всеми партиями коалиции ВЛЕН, кроме Демократического движения, которого не существовало в 2019 году

## Результаты
Голосование в первом туре началось на 3480 избирательных участках по всей стране в 07:00 24 апреля и продлилось до 19:00. Право голоса имели около 1,8 миллиона человек, а за выборов ходом следили около 320 международных наблюдателей.
Для победы в первом туре кандидат должен получить голоса как минимум 50 % зарегистрированных избирателей. Для победы во втором туре достаточно простого большинства голосов избирателей, принявших участие в голосовании, однако явка избирателей должна превысить 40 %, иначе выборы будут объявлены недействительными.
| Кандидат                            | Кандидат                            | Партия                              | Первый тур | Первый тур | Второй тур | Второй тур |
| Кандидат                            | Кандидат                            | Партия                              | Голоса     | %          | Голоса     | %          |
| ----------------------------------- | ----------------------------------- | ----------------------------------- | ---------- | ---------- | ---------- | ---------- |
|                                     | Гордана Силяновска-Давкова          | ВМРО — ДПМНЕ                        | 363 086    | 41,20      | 561 000    | 69,01      |
|                                     | Стево Пендаровски                   | СДСМ                                | 180 500    | 20,48      | 251 899    | 30,99      |
|                                     | Буяр Османи                         | Демократический союз за интеграцию  | 121 088    | 13,74      |            |            |
|                                     | Максим Димитриевски                 | ЗНАМ                                | 83 856     | 9,51       |            |            |
|                                     | Арбен Таравари                      | Альянс за албанцев                  | 83 393     | 9,46       |            |            |
|                                     | Биляна Ванковска                    | Независимый                         | 41 331     | 4,69       |            |            |
|                                     | Стевчо Якимовски                    | ГРОМ                                | 8 121      | 0,92       |            |            |
| Действительные голоса               | Действительные голоса               | Действительные голоса               | 881 039    | 97,29      | 812 899    | 94,39      |
| Недействительные голоса             | Недействительные голоса             | Недействительные голоса             | 24 562     | 2,71       | 48 289     | 5,61       |
| Всего                               | Всего                               | Всего                               | 905 599    | 100        | 861 188    | 100        |
| Зарегистрированных избирателей/явка | Зарегистрированных избирателей/явка | Зарегистрированных избирателей/явка | 1 814 317  | 49,93      | 1 814 317  | 47,47      |
| Источник: ГИК Северной Македонии    |                                     |                                     |            |            |            |            |